# 첫잔처럼
"첫잔처럼"은 2019년에 개봉한 대한민국의 영화이다.

## 캐스팅
- 조달환 : 이호연 역
- 혜림 : 김서연 역
- 정영주 : 엄마 역
- 김찬이 : 김 팀장 역
- 이지현 : 강 차장 역
- 손지윤 : 서지혜 역
- 이지혁 : 최지훈 역
- 황원규 : 김현우 역
- 송동환 : 송 대리 역
- 정형석 : 대표이사 역
- 정탁 : 9세 호연 역
- 백수민 : 13세 호연 역
- 이은주 : 최 차장 역
- 염지영 : 이 과장 역
- 장원 : 김 대리 역
- 이종화 : 곽 사원 역
- 이윤수 : 김희지 역
- 서광재 : 삼촌 역
- 김시영 : 라면집 이모 역
- 민성욱 : 건설사 부장 역
- 백주환 : 건설사 차장 역
- 정환욱 : 건설사 군기과장 역
- 이병수 : 건설사 과장 역
- 홍의준 : 건설사 대리 역
- 이정헌 : 건설사 사원 역
- 김지영 : 팜므파탈 역
- 이재환 : 맛집 취재기자 역
- 서하엘 : 초등학생 남 1 역
- 이창윤 : 초등학생 남 2 역
- 김누리 : 국교수 비서 역
- 박수빈 : 리셉션 역
- 이준성 : 장인 역
- 김금순 : 관리업체 여사님 역
- 김일현 : 백 과장 역
- 허남준 : 주 과장 역
- 부진서 : 혜정 역
- 정유호 : 윤호 역
- 박지아 : 영순아줌마 역
- 전석찬 : 김씨 역
- 김종구 : 박 영감 역
- 윤영걸 : 최 영감 역
- 한지원 : 연주 역
- 배성민 : 성민 역
- 서동복 : 달고나 아저씨 역
- 여동윤 : 라면집 연예인 1 역
- 강영준 : 라면집 연예인 2 역
- 주상현 : 라면집 연예인 3 역
- 문유성 : 라면집 알바 1 역
- 임상형 : 라면집 알바 2 역
- 김연지 : 강수지 역
- 이채은 : 김희선 역
- 권라희 : 6세 연주 역
- 원지우 : 10세 연주 역
- 기환 : 정신과 영업사원 1 역
- 황명환 : 신정희 대표 큰아들 역
- 김주승 : 신정희대표 작은아들 역
- 장선율 : 꼬마 역
- 문기민 : 배 대리 역
- 이명재 : 김 사원 역
- 이현지 : 예쁜 여학생 역
- 차주혜 : 재무담당 역
- 이하음 : 관리담당 역
- 지일주 : 서연의 남자 역 (우정출연)
- 배제기 : 터프가이 역 (우정출연)
- 최민철 : 사시미 역 (우정출연)
- 신종훈 : 민 부장 역 (우정출연)
- 이규봉 : 인사팀장 역 (우정출연)
- 문종원 : 국 교수 역 (우정출연)
- 신구 : 신정희 대표 역 (특별출연)
- 홍윤희 : 신정희 대표 아내 역 (특별출연)
- 피어스 콘란 : 외국인 운동남 역 (특별출연)
- 유병훈 : 털보사장 역 (특별출연)